# Высокое Средневековье
Высокое Средневековье
Высокое Средневековье — период европейской истории, охватывающий приблизительно XI—XIV века. Эпоха Высокого Средневековья сменила раннее Средневековье и предшествовала позднему Средневековью. Основной характеризующей тенденцией этого периода стало быстрое увеличение численности населения Европы, что привело к резким изменениям в социальной, политической и других сферах жизни.

## Британия
В 1066 году произошло завоевание Англии прибывшей с континента армией нормандского герцога Вильгельма Завоевателя. В 1169 году норманны вторглись в Ирландию и вскоре подчинили себе часть её территорий. Примерно в это же время были завоеваны Шотландия, которая позднее восстановила свою независимость, и Уэльс. В XII веке был основан институт казначейства; в 1215 г. король Иоанн Безземельный подписал Великую хартию вольностей — документ, ограничивающий королевскую власть и ставший впоследствии одним из основных конституционных актов Англии, а в 1265 году был созван первый парламент.

## Скандинавия
В период между серединой X и серединой XI веков завершилась эпоха набегов викингов. Скандинавские королевства теперь были объединены, а их население приняло христианскую веру. В начале XI века Данией, Норвегией и Англией правил король Кнуд Великий. Вскоре после его смерти в 1035 году в Норвегии и Англии восстановились прежние династии, а после поражения датчан при Борнхёведе в 1227 году их влияние в регионе сильно уменьшилось. К этому времени Норвегия укрепила свои позиции на Атлантике, подчинив себе территорию от Гренландии до острова Мэн, а Швеция под управлением Биргера Ярла прочно обосновалась на Балтике.

## Франция и Германия
К началу эпохи Высокого Средневековья Каролингская империя распалась на два отдельных государства, на территориях которых позднее сформировались современные Германия и Франция. Германия в те времена занимала господствующее положение в составе Священной Римской империи.

## Южная Европа
В 711 году большая часть Пиренейского полуострова (за исключением северных регионов) была оккупирована маврами. В XI, а затем в XIII веке объединившиеся христианские государства под предводительством Кастилии полностью вытеснили мусульман из центральных областей полуострова и частично из южных.
В Италии в это время процветали торговые города, обогатившиеся на торговле с Востоком. Четыре города — Генуя, Венеция, Пиза и Амальфи — образовали так называемые морские республики.

## Восточная Европа

### Киевская Русь
Княжение Владимира Мономаха было периодом последнего усиления Киевской Руси. Владимир Мономах через своих сыновей управлял 3/4 её территории. Туров Мономах получил по смерти Святополка как киевскую волость. В 1097 году по инициативе Владимира Мономаха следующее поколение князей собралось на съезд в Любече, где было принято решение о прекращении усобиц и провозглашён новый принцип: «каждый да держит отчину свою». Тем самым был открыт процесс создания региональных династий. Киев по решению Любечского съезда был признан отчиной Святополка Изяславича (1093—1113), что означало сохранение традиции наследования столицы генеалогически старшим князем. В 1116 году по поручению Владимира Мономаха Сильвестром, игуменом Выдубицкого монастыря, была создана 2-я редакция «Повести временных лет», затем в 1118 для переведённого отцом на юг Мстислава Владимировича — 3-я. Княжение Владимира Мономаха (1113—1125) и его сына Мстислава (1125—1132) стало периодом политической стабилизации, и практически все части Руси, включая Полоцкое княжество, вновь оказались в орбите Киева.
Мстислав передал киевское княжение своему брату Ярополку (1132—1139). Намерение последнего выполнить замысел Владимира Мономаха и сделать своим преемником сына Мстислава — Всеволода в обход младших Мономашичей — ростовского князя Юрия Долгорукого и волынского князя Андрея привело к всеобщей междоусобной войне, характеризуя которую, новгородский летописец в 1134 году записал: «И раздрася вся земля Русская».
К середине XII века Киевская Русь фактически разделилась на 13 (по др. оценкам от 15 до 18) княжеств (по летописной терминологии «земель»). Княжества различались как по размеру территории и степени сплоченности, так и по соотношению сил между князем, боярством, нарождавшимся служилым дворянством и рядовым населением. В целом, политическое развитие Руси в этот период определялось соперничеством четырёх сильнейших земель: Суздальской, Волынской, Смоленской и Черниговской, управлявшихся, соответственно, субдинастиями Юрьевичей, Изяславичей, Ростиславичей и Ольговичей. Остальные земли в той или иной форме зависели от них. Для Киевской земли, превратившейся из метрополии в «простое» княжество, было характерно неуклонное уменьшение политической роли. Территория самой земли, остававшаяся под контролем киевского князя, также постоянно уменьшалась. Одним из экономических факторов, подорвавших могущество города, было изменение международных торговых коммуникаций. «Путь из варяг в греки», являвшийся стержнем Киевской Руси, потерял свою актуальность после Крестовых походов. Европа и Восток теперь были связаны в обход Киева (через Средиземное море и через волжский торговый путь).
В 1169 году в результате похода коалиции одиннадцати князей, действовавших по инициативе владимиро-суздальского князя Андрея Боголюбского, Киев впервые в практике княжеских усобиц был взят штурмом и разграблен, и впервые князь, завладевший городом, не остался в нём княжить, посадив на княжение своего ставленника. Андрей был признан старейшим и носил титул великого князя, но не делал попыток сесть в Киеве. Тем самым традиционная связь между киевским княжением и признанием старейшинства в княжеском роде стала необязательной. В 1203 году Киев подвергся второму разгрому, на этот раз от рук смоленского Рюрика Ростиславича, до этого уже три раза становившегося киевским князем.
Летом 1212 года Киев был занят войсками коалиции Мономаховичей, после чего борьба вокруг него утихла на два десятилетия. Основными руководителями похода выступили Мстислав Романович Старый Смоленский, Мстислав Мстиславич Удатный Новгородский и Ингварь Ярославич Луцкий.

## Юго-Восточная Европа
На протяжении первой половины эпохи (1050—1185) на Балканах к югу от Дуная доминировала Византийская империя, достигшая наибольшего расцвета во время царствования династии Комнинов. После 1180 года в империи наступил кризис: в 1184 году отпала Болгария, в 1190 году — Сербия. Ещё в XI веке произошел раскол церкви на Западную и Восточную, а в 1204 году армия крестоносцев захватила Константинополь, и Византия распалась на ряд более мелких государств.

## Кавказ
XII—XIII века — являются периодом наибольшего расцвета политического и экономического могущества, а также культуры феодальной Грузии. Этот период сменился кризисом и распадом Грузинского царства в 1246—1329 годах. На территории Азербайджана ещё с 861 года существует государство Ширваншахов. В XII веке столица Ширвана переносится в Баку, где в XV веке строится Дворец Ширваншахов. Государство Ширваншахов существует вплоть до XVI века, после чего поглощается Сефевидами.

## Религия

### Церковь
Схизма 1054 года привела к образованию двух основных ветвей христианской церкви — Римско-католической церкви в Западной Европе и православной церкви в Восточной. Раскол произошел в результате конфликта между римским легатом кардиналом Гумбертом и патриархом Константинопольским Михаилом Кируларием, во время которого церковники предали друг друга анафеме.

### Крестовые походы
Одной из определяющих черт эпохи Высокого Средневековья были крестовые походы, организованные христианами с целью отвоевания у сельджуков Палестины. Крестовые походы оказывали мощнейшее влияние на все слои средневекового общества — от возглавлявших эти походы королей и императоров до простых крестьян, чьи хозяева проводили долгие годы в сражениях на Востоке. Расцвет идеи крестовых походов пришелся на XII век, когда после Первого крестового похода на отвоеванных территориях образовалось христианское государство — Иерусалимское королевство. В XIII веке и позже христиане предпринимали несколько крестовых походов против своих же братьев-христиан, а также против язычников, исповедовавших другие, немусульманские религии.

### Схоластика
Схола́стика (греч. σχολαστικός — учёный, Scholia — «школа») — систематическая европейская средневековая философия, сконцентрированная вокруг университетов и представляющая собой синтез христианского (католического) богословия и логики Аристотеля.

### Расцвет монашества
Период с конца XI века по середину XII века был эпохой расцвета христианского монашества.

### Нищенствующие ордена
На XIII век пришелся расцвет нищенствующих орденов, наиболее известными среди которых были:
- Францисканцы (основан в 1208)
- Кармелиты (1150)
- Доминиканцы (1215)
- Августинцы (1256)

## Торговля и коммерция
В XII веке в Северной Европе был основан Ганзейский союз во главе с городом Любеком. В состав союза вошли многие северные города Священной Римской империи — Амстердам, Кёльн, Бремен, Ганновер и Берлин — и других регионов — например Брюгге и Гданьск. Союз осуществлял посредническую торговлю между Западной, Северной и Восточной Европой, состоял в торговых отношениях со многими другими городами, в числе которых были Берген и Новгород.
В конце XIII века венецианский путешественник Марко Поло одним из первых в Европе отправился по Великому шелковому пути в Китай, а по возвращении тщательно описал увиденное во время путешествия, открыв западному человеку мир Азии и Востока. Ещё до него на Востоке побывали многочисленные миссионеры — Джованни Плано Карпини, Гильом де Рубрук, Андре де Лонжюмо, а позднее — Одорико Порденоне, Джованни де Мариньолли, Джованни Монтекорвино — и путешественники, такие как Никколо Конти.

## Развитие технологий
На протяжении XII—XIII веков в Европе произошел резкий подъём развития технологий и увеличилось число нововведений в средствах производства, что способствовало экономическому росту региона. Менее чем за столетие было сделано больше изобретений, чем за предыдущую тысячу лет. В 1185 году в Йоркшире (Англия) была построена первая ветряная мельница (самый ранний задокументированный случай). В конце XII века с появлением компаса значительно упростилась навигация. В 1202 году через Книгу абака итальянского математика Фибоначчи европейцы узнали арабские цифры. В 1270 году в Италии появились бумажные производства. В 1280-х годах в Италии были изобретены очки. В XIII веке в Европу пришло (вероятно из Индии) прядильное колесо. Из мусульманской Испании в Европу вернулась астролябия.

## Культура
- Искусство Средневековья
- Готическая архитектура
- Средневековая литература
- Музыка Средневековья